# Brasjön
Brasjön är en sjö i Leksands kommun i Dalarna och ingår i Dalälvens huvudavrinningsområde. Sjön har en area på 0,654 kvadratkilometer och ligger 231,1 meter över havet. Sjön avvattnas av vattendraget Limån (Gryssån).

## Delavrinningsområde
Brasjön ingår i det delavrinningsområde (673482-144231) som SMHI kallar för Mynnar i Limån. Medelhöjden är 285 meter över havet och ytan är 16,59 kvadratkilometer. Räknas de 12 avrinningsområdena uppströms in blir den ackumulerade arean 101,81 kvadratkilometer. Limån (Gryssån) som avvattnar avrinningsområdet har biflödesordning 3, vilket innebär att vattnet flödar genom totalt 3 vattendrag innan det når havet efter 303 kilometer. Avrinningsområdet består mestadels av skog (83 procent). Avrinningsområdet har 0,64 kvadratkilometer vattenytor vilket ger det en sjöprocent på 3,9 procent.